# Château de Croix
Le château de Génelard, également appelé Château de Croix, est situé sur la commune de Génelard en Saône-et-Loire, sur une terrasse dominant la Bourbince.

## Description
Le château, bâti en pierre jaune et couvert d'ardoise, est formé d'un corps central de plan rectangulaire, flanqué de deux ailes en légère avancée, sur chacune des façades. Au centre, précédé d'un degré de quelques marches, se détache un avant-corps de trois travées, couronné d'un fronton.
Les communs en L sont précédés, à l'Est, par un pavillon de plan presque carré. À l'aile Ouest, en retour d'équerre, est adossé un portique, qui donne accès aux écuries. Dans un angle de la cour, encadrée sur deux côtés par les communs, se dresse un petit pigeonnier polygonal. Dans le parc, subsiste une tour circulaire dite pavillon.
Le château est une propriété privée et ne se visite pas.

## Historique
- 1435 : un premier château, situé au Nord du village, au lieu-dit Laugères, appartient à Jean-Aymard de Busseul, originaire de Moulin-l'Arconce
- 1613 : Françoise de Laubespin, veuve de Charles-Antoine de Busseul, épouse Jean IV d'Amanzé, gouverneur du château de Bourbon-Lancy
- début XVIIIe siècle : les d'Amanzé vendent la propriété à Jean-David de Ganay
- 1730 : le fils du précédent, Étienne de Ganay, cède le château à Paul-Étienne Mayneaud de la Tour qui va raser la vieille forteresse et bâtir un nouveau château à un autre emplacement
- 1744 : achèvement de la construction
- 1811 : Adèle Mayneaud de Pancemont apporte la propriété en dot à Camille, comte de Tournon, chambellan de l'Empereur
- à partir de 1822 : agrandissements du château
- 1835 : à la mort du comte, sa fille, Amélie de Tournon, épouse Charles-Edmond de Croix dont les descendants ont conservé la propriété jusqu'à nos jours
- 1841 : achèvement des travaux commencés en 1822; à la même époque, plantation d'un parc à l'anglaise
- vers 1875 : les décors extérieurs et intérieurs sont refaits ; des communs sont construits pour abriter un élevage de chevaux, un pigeonnier et un moulin
- début XXe siècle : restaurations